# 波城城堡
波城城堡（法語：Château de Pau）是一座城堡，位于法国大西洋比利牛斯省（旧贝阿恩省）省会波城市中心。
1553年12月13日，法国和纳瓦拉国王亨利四世出生在这里。拿破仑执政期间曾以此作为度假住所。

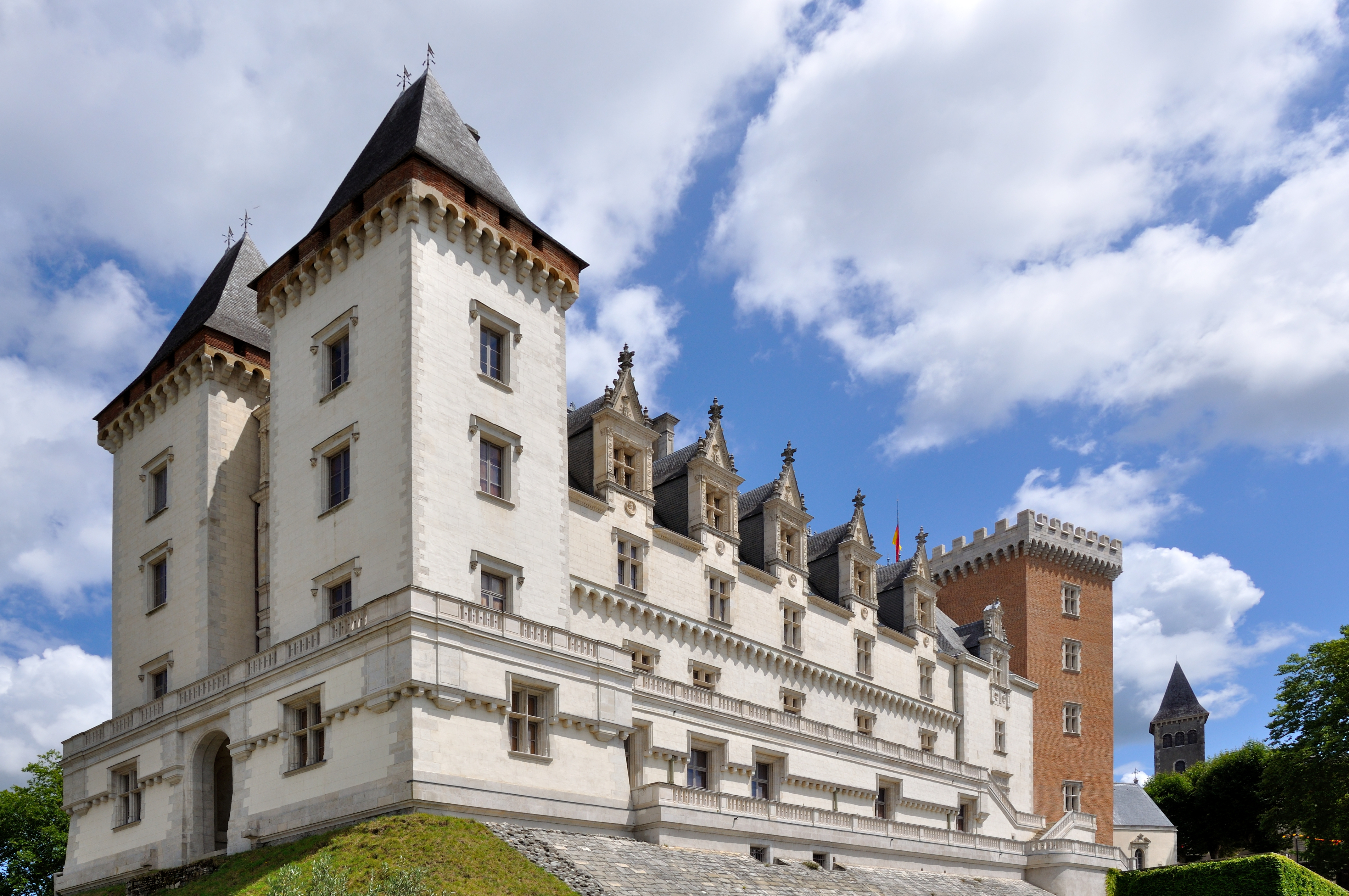

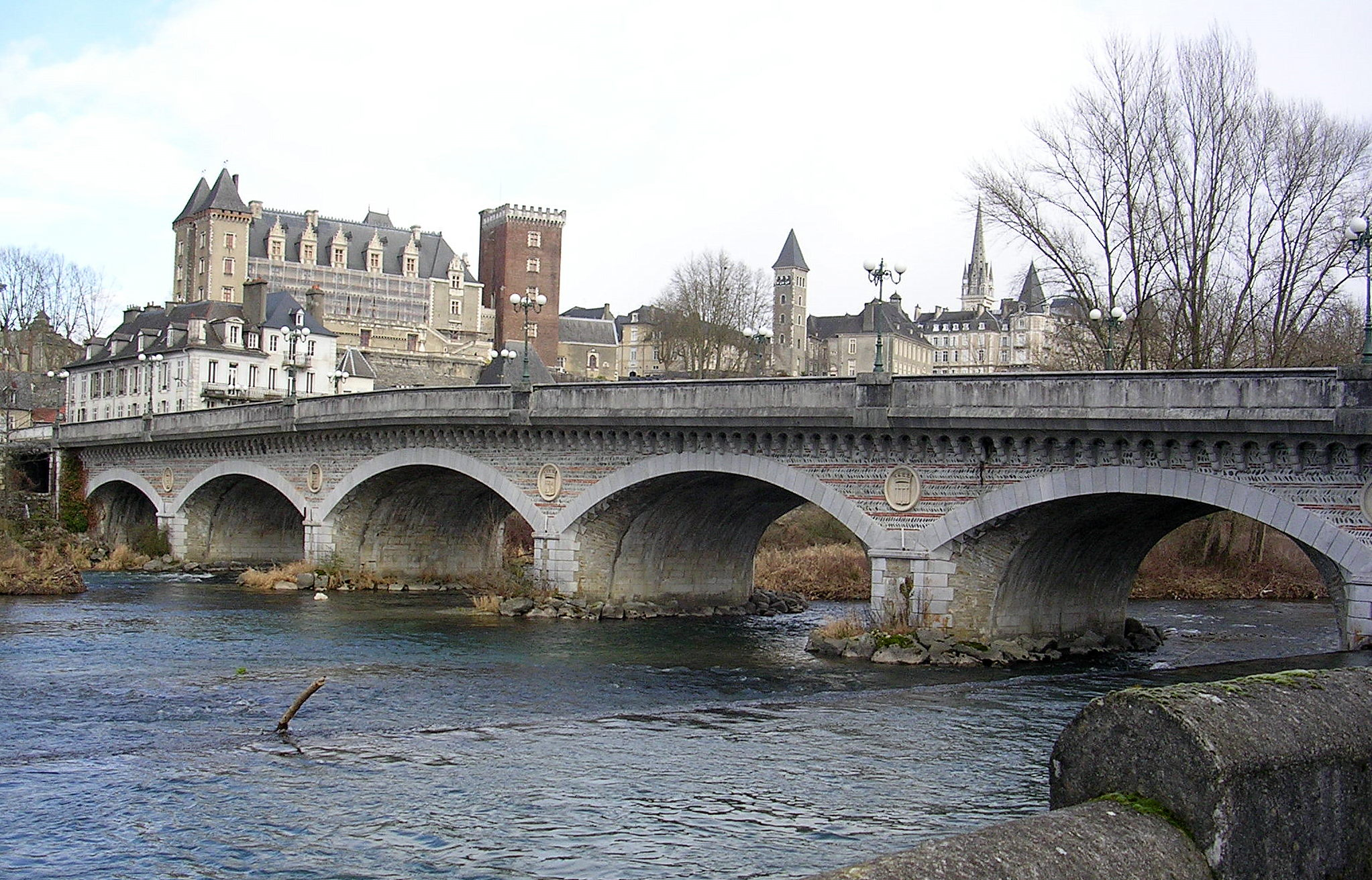

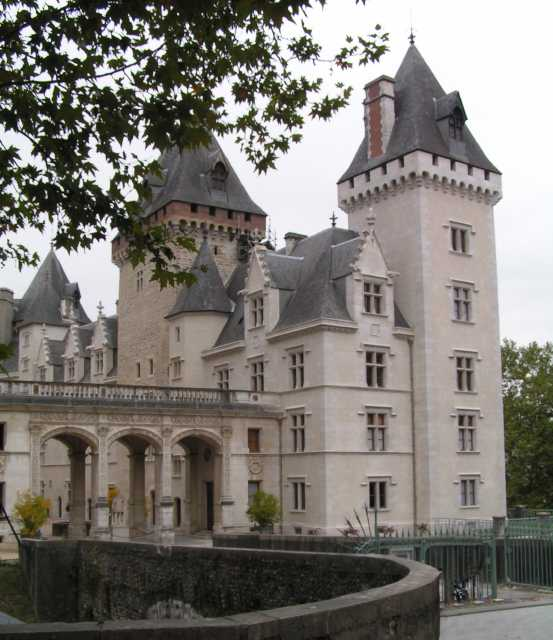
波城城堡

1840年，法国文化部将波城城堡公布为法国历史遗迹。如今，作为“波城城堡国家美术馆”（Musée national du Château de Pau）， 收藏中包括缂织壁毯。

## 历史

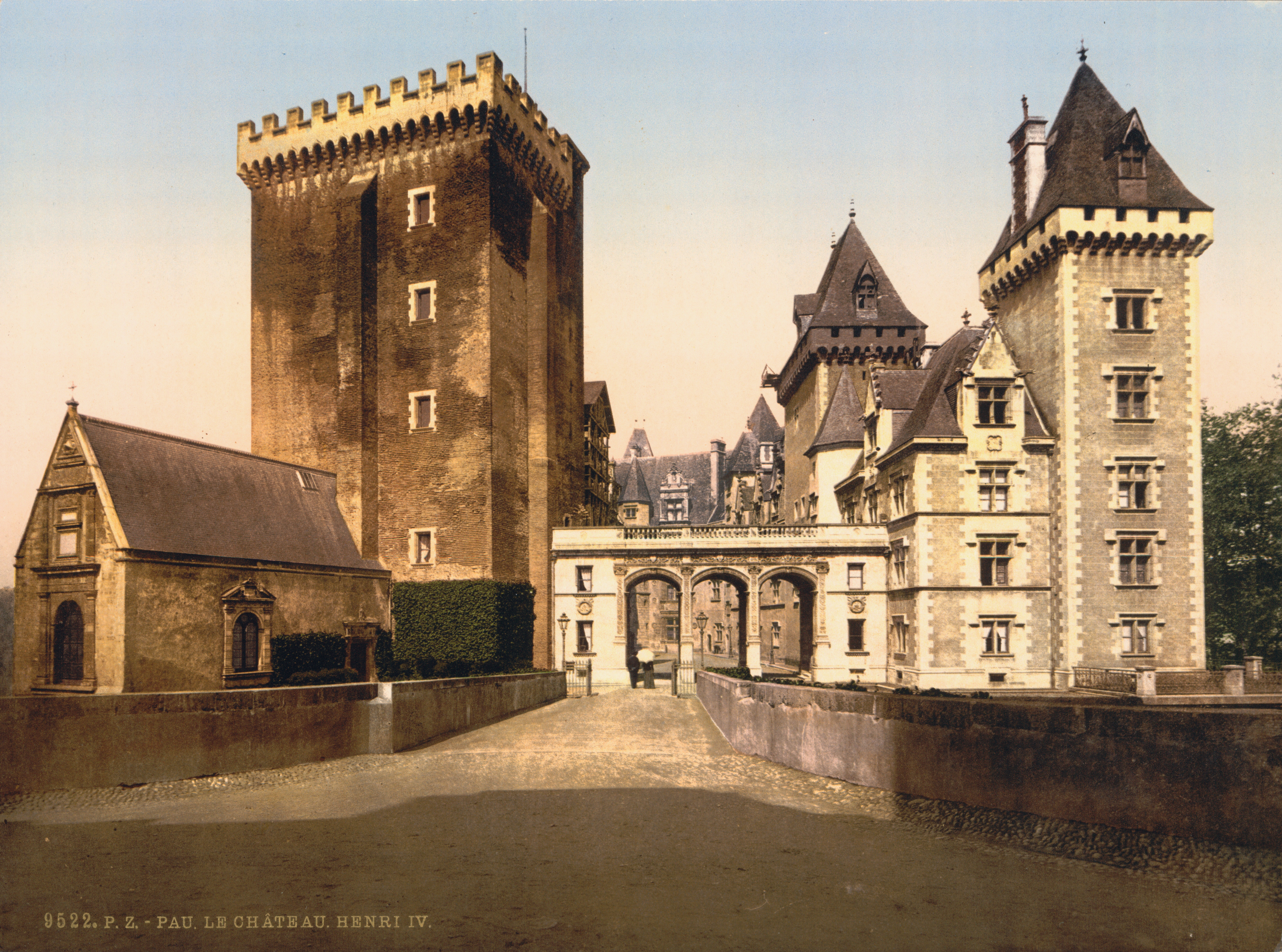
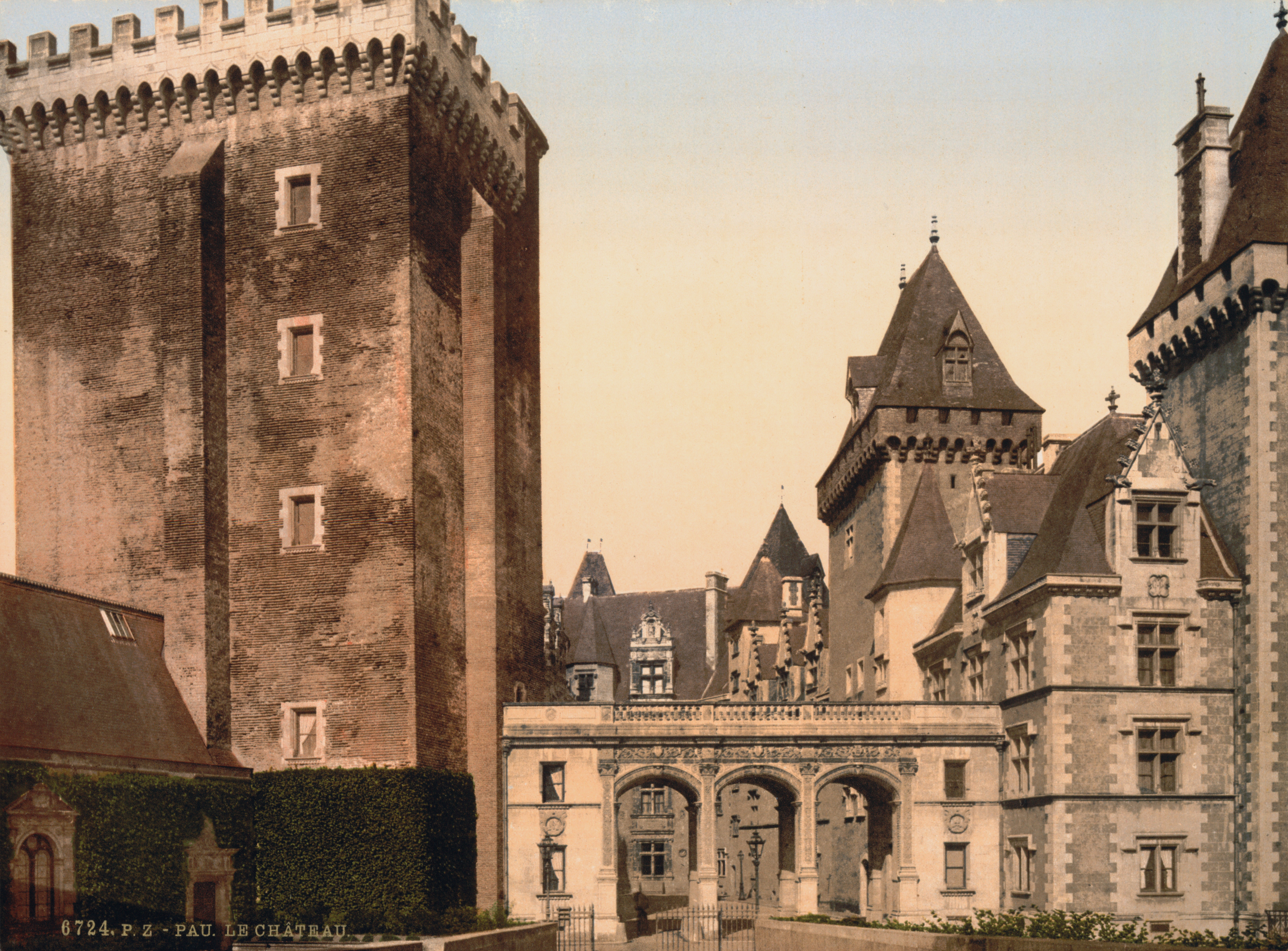
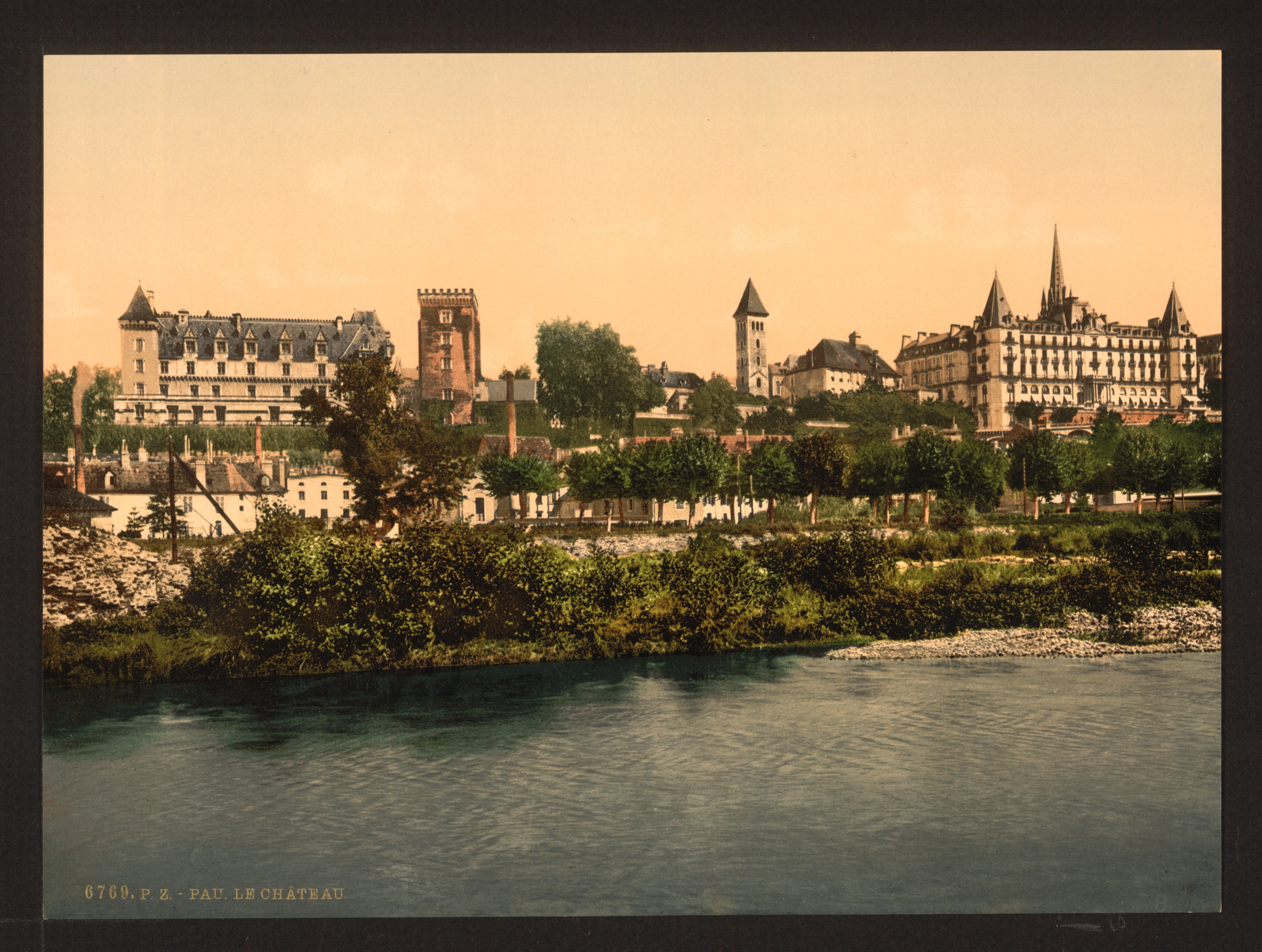
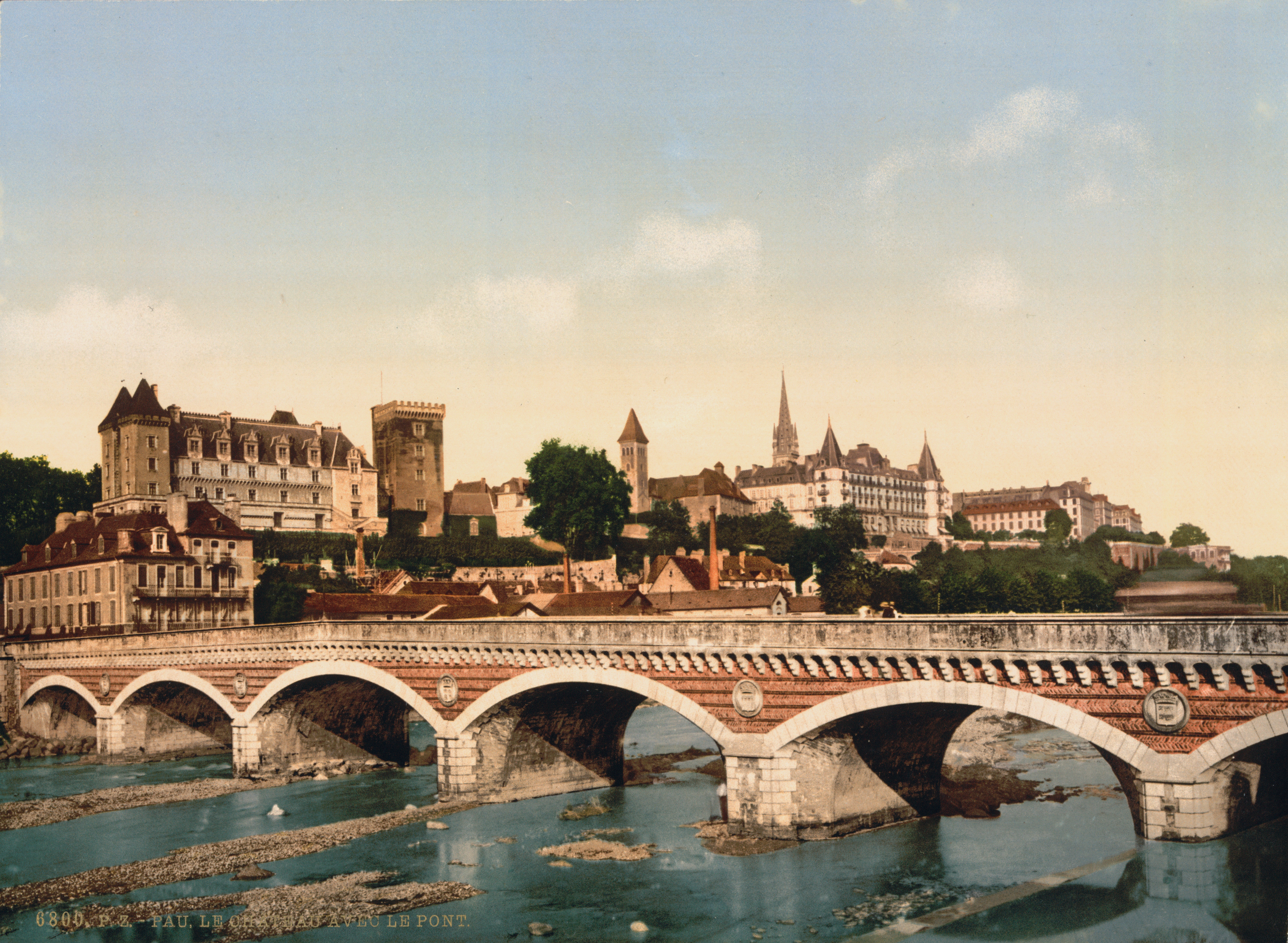

波城城堡建于中世纪。